# Captain Beefheart
Captain Beefheart, pseudonimo di Don Van Vliet (Glendale, 15 gennaio 1941 – Arcata, 17 dicembre 2010), è stato un cantautore, polistrumentista e pittore statunitense.
Fu tra i precursori e maggiori esponenti del rock sperimentale statunitense. La sua esperienza musicale si sviluppò insieme a un folto gruppo di musicisti, variabile nel tempo, conosciuto come "The Magic Band" e che fu in attività da metà degli anni sessanta ai primi anni ottanta. Van Vliet fu il principale autore delle canzoni, cantante e armonicista, con una forte attitudine per il rumorismo e il free jazz. Le sue composizioni sono caratterizzate da un'originale mistura di tempi dispari delle partiture e di testi surreali. Van Vliet è anche conosciuto per il suo rapporto dittatoriale con gli altri musicisti e per l'enigmatica relazione con la quale si rapportava al suo pubblico.
Approdò nel gruppo che di lì a poco sarebbe diventato la Magic Band nel 1965, diventandone il leader. Le loro prime canzoni mischiavano blues e rock — che rimarranno i due generi di riferimento per il gruppo — ma con il passare del tempo, adottarono gradualmente un approccio sempre più sperimentale. Nel 1969 venne pubblicato il loro album più conosciuto e apprezzato, Trout Mask Replica, prodotto dall'amico d'infanzia di Van Vliet, Frank Zappa. Questo lavoro è tuttora considerato una pietra miliare della musica rock. Van Vliet pubblicò diversi altri album negli anni settanta, con molte variazioni nella Magic Band e, verso la fine di quel decennio, ne cambiò completamente la formazione pubblicando, tra il 1978 e il 1982, gli ultimi tre album, ricevendo un buon successo di critica ma scarso riscontro di vendite. Dopo aver annunciato quindi la fine della sua carriera musicale, dal 1982 si è presentato raramente in pubblico, preferendo una vita ritirata nella contea di Humboldt nel nord della California, dove si è concentrato sulla sua attività di pittore. Il suo interesse per le arti visuali, in realtà cominciò durante l'infanzia, quando era considerato una giovane promessa della scultura. Il suo lavoro mostra una certa affinità con l'astrattismo neo-primitivo e con l'espressionismo estetico.
Van Vliet soffriva di sclerosi multipla, malattia che divenne aggressiva negli ultimi anni della sua vita, passati nel sud della California. Alcuni degli ex-musicisti hanno riformato la Magic Band per dei concerti tenutisi tra il 2003 ed il 2006, i cui ricavati sono andati a favore della ricerca sulla malattia di cui l'artista era affetto. Van Vliet è morto il 17 dicembre 2010.

## Biografia

### Infanzia e giovinezza
Sin da bambino mostrò una prodigiosa bravura nel dipingere e nello scolpire, nonostante nella sua famiglia nessuno si intendesse di arte; venne notato dallo scultore portoghese Agostinho Rodrigues che lo invitò a scolpire con lui in uno show televisivo settimanale; la famiglia non era però interessata alla carriera artistica e il ragazzo fu costretto a rifiutare delle borse di studio da diverse scuole. Insieme all'interesse per la pittura si sviluppò nel giovane anche una forte passione musicale, che lo portò ad ascoltare il Delta blues di Robert Johnson, musicisti jazz come Ornette Coleman, John Coltrane, Thelonious Monk e Cecil Taylor, e il Chicago blues di Howlin' Wolf e Muddy Waters. Durante questo periodo socializzò con membri di vari gruppi musicali locali come i "The Omens" e i "The Blackouts"; in questi ultimi militava come batterista il giovane Frank Zappa e, mentre studiavano entrambi alla "Antelope Valley High School" di Lancaster, California, divennero amici.
Sia nell'autobiografia di quest'ultimo, sia in quella scritta da Barry Miles, Van Vliet è ritratto come un giovane teppista in questo periodo della sua vita, che passava gran parte del suo tempo nella sua camera insieme a Zappa, ascoltando dischi e, come disse lo stesso Zappa, urlando a sua madre: «Sue! Get me a Pepsi!» ("Sue! Portami una Pepsi!"). Zappa e Van Vliet cominciarono a collaborare su parodie di canzoni pop e a scrivere la sceneggiatura per un film — poi mai realizzato — intitolato Captain Beefheart vs. the Grunt People e che fu la prima volta che apparve il nome d'arte di Van Vliet. In un'intervista del 1970 a Rolling Stone, Van Vliet disse che non voleva che qualcuno gli chiedesse perché lui e Zappa avessero inventato questo nome; tuttavia svariate fonti — tra le quali anche Zappa nella sua stessa autobiografia — accreditano la versione che il misterioso appellativo "Captain Beefheart" ("Capitan Cuordibue"), traesse le sue origini dal nomignolo con cui uno zio esibizionista di Van Vliet, tale "zio Alan", pare amasse presentare, lasciando la porta del bagno aperta mentre urinava, i suoi organi genitali a una delle prime fidanzatine di Don: «Ahh! What a beauty! It looks just like a big, fine beef heart!» ("Ahh! Che bellezza! Sembra proprio un gran bel cuore di manzo!").
Dopo aver lasciato la scuola, Van Vliet si dedicò sporadicamente alla vendita di aspirapolveri. Trasferitosi a Cucamonga, in California, incontrò nuovamente Zappa e questi lo convinse a entrare nel mondo della musica. Quindi Don perfezionò il suo stile di armonicista e sviluppò nel canto uno stile vocale chiaramente ispirato al blues di Howlin' Wolf: per ottenere lo stesso tono di voce grave e gutturale di Howlin' Wolf, Don Van Vliet era solito non asciugare i capelli ed uscire di casa col capo bagnato per prendere intenzionalmente un raffreddore.

### Esordi come musicista (1965-1967)
All'inizio del 1965 venne contattato da Alex St. Clair (nome d'arte di Alexis Clair Snouffer, 1941–2006), un chitarrista del posto. Insieme assemblarono la prima Magic Band, che comprendeva anche: Doug Moon (chitarra), Jerry Handley (basso) e Vic Mortensen (batteria; che venne presto rimpiazzato da Paul Blakely).
Captain Beefheart & the Magic Band firmarono con la A&M Records e, nel 1966, pubblicarono due singoli, una versione di Diddy Wah Diddy di Bo Diddley e Moonchild (scritta da David Gates). Il gruppo, intanto, cominciò a suonare in alcuni locali underground, come l'Avalon Ballroom di San Francisco.
Jerry Moss (la M in A&M), però, descrisse il loro stile negativamente e sbatté il gruppo fuori dall'etichetta. Ma alla fine del 1966 riuscirono ad avere un contratto con la Buddah Records e John French divenne il nuovo batterista. French rimase nel gruppo fino al 1971, e tornò altre due volte (tra il 1975 ed il 1977 e dopo il 1980; fu lui a decidere il ritorno della Magic Band nel 2003). French aveva la pazienza necessaria per essere in grado di mettere in pratica gli ideali musicali (spesso espressi fischiando o "maltrattando" il pianoforte) di Van Vliet. Negli anni di assenza di French, questo ruolo venne preso da Bill Harkleroad.
Il materiale per Safe as Milk, disco di debutto per la band, era quasi pronto, ma mancava ancora qualcosa, così venne chiamato il ventenne Ry Cooder. Cominciarono nella primavera del 1967, con Richard Perry alla produzione. Cooder non rimase nel gruppo dopo la registrazione del disco, che venne finalmente pubblicato nel settembre del 1967 su etichetta Kama Sutra Records, una sottodivisione della Buddah Records.
Molti dei testi dei brani presenti in Safe as Milk furono scritti da Van Vliet in collaborazione con lo scrittore Herb Bermann, che era diventato amico di Van Vliet dopo averlo visto una sera esibirsi in un locale a Lancaster nel 1966. Per esempio, la canzone Electricity è la messa in musica di una poesia scritta da Bermann. Sebbene il materiale contenuto in Safe as Milk fosse ancora prevalentemente legato al blues–rock, brani come Electricity illustrano il modo inusuale di suonare della band e il caratteristico cantato abrasivo di Van Vliet, che il chitarrista Doug Moon descrive come "presagi delle cose a venire". La maggior parte dei brani presenti su Safe as Milk venne arrangiato dal ventenne prodigio della chitarra Ry Cooder, reclutato a far parte del gruppo su insistenza di Van Vliet. Il gruppo iniziò le sedute di registrazione nella primavera del 1967, con Richard Perry nelle vesti di produttore discografico (al debutto). L'album venne pubblicato nel settembre 1967 senza destare particolare entusiasmo negli Stati Uniti, ma ricevendo critiche particolarmente favorevoli in Europa. Il giornalista musicale Richie Unterberger di AllMusic descrive così il disco: "blues-rock un po' andato di traverso, con ritmi frastagliati e fratturati, un cantato soul e contorto da parte di Van Vliet, e con più influenze doo-wop, soul, blues, e folk-rock di quelle che Beefheart avrebbe poi utilizzato nelle sue uscite successive più avanguardistiche".
Tra quelli che notarono ed apprezzarono l'album di debutto di Beefheart e soci ci furono i Beatles. Sia John Lennon che Paul McCartney erano grandi ammiratori di Beefheart. Lennon arrivò ad attaccare sulle ante di un mobiletto nella veranda di casa sua due adesivi promozionali di Safe as Milk. Successivamente, i Beatles avrebbero anche voluto reclutare Beefheart per la loro etichetta sperimentale Zapple, una sottodivisione della Apple ma il progetto naufragò quando il management del gruppo venne preso sotto la direzione di Allen Klein. A dispetto dell'apprezzamento dimostratogli, Van Vliet fu spesso critico verso i Beatles. Considerava la frase del testo: «I'd love to turn you on», tratta dalla canzone A Day in the Life, ridicola e presuntuosa. Si dichiarava stufo delle loro "ninne nanne" e li satirizzò nel suo brano Beatle Bones 'n' Smokin' Stones presente sull'album Strictly Personal, che contiene il sardonico ritornello: «strawberry fields, Strawberry Fields Forever» con evidente richiamo alla celebre canzone dei Beatles (scritta in particolare da Lennon). È stato anche fatto notare che "strawberry fields" possa essere un contorto e ambiguo riferimento ad una qualità di LSD che circolava ai tempi. Van Vliet continuò a parlare male di Lennon anche dopo che non ricevette nessuna risposta ad un telegramma di sostegno che aveva inviato a lui e alla moglie Yōko Ono durante il loro "Bed-In per la pace" del 1969. Infine probabilmente Van Vliet incontrò Paul McCartney a Cannes durante il tour in Europa della Magic Band del 1968, ma McCartney afferma di non avere nessun ricordo dell'incontro.

### Strictly PersonaleMirror Man(1968)
In agosto venne reclutato il chitarrista Jeff Cotton, e la formazione composta da Snouffer/Cotton/Handley/French cominciò l'incisione del secondo album attorno a novembre. Il risultato doveva essere un doppio album chiamato It Comes to You in a Plain Brown Wrapper, con un disco registrato dal vivo ed uno di materiale in studio. Quello che, invece, venne pubblicato (ottobre 1968) fu Strictly Personal, un disco molto differente dal progetto iniziale di Beefheart. Una considerevole mole di materiale era stata già incisa durante il periodo ottobre–novembre 1967 con Bob Krasnow nelle vesti di produttore. La dirigenza della Buddah, però, si dichiarò insoddisfatta del materiale preparato e pose il veto sulla pubblicazione. Al posto del doppio album pensato da Van Vliet, un anno dopo vide la luce Strictly Personal, disco che venne pubblicato dall'etichetta di proprietà dello stesso Krasnow, la Blue Thumb. L'album contiene versioni ri-registrate dei brani delle sessioni del 1967, con l'aggiunta di strambi effetti psichedelici alla moda (per l'epoca), aggiunti da Krasnow (e che Beefheart odiava). Captain Beefheart professò sempre di detestare questi effetti, affermando che furono aggiunti senza il suo consenso, sebbene all'epoca non si oppose alla manomissione del suo lavoro da parte di Krasnow, per paura di non trovare più nessuno che pubblicasse le sue opere. Le registrazioni originali di una delle canzoni di Strictly Personal, senza le sovraincisioni "psichedeliche", e di altri due brani dal vivo, vennero pubblicate dalla Buddah Records in un disco intitolato Mirror Man nel 1971.
In questo periodo cominciarono anche alcune leggende, per esempio Van Vliet disse in un'intervista che non aveva dormito per anni e che, dopo essere finalmente riuscito ad addormentarsi, aveva sognato l'intero Strictly Personal in una dormita durata 24 ore, che aveva abbandonato le scuole dopo quella materna e che non aveva mai preso droghe di nessun genere.
Nel 1971 alcune delle incisioni fatte da Beefheart per la Buddah furono pubblicate su disco con il titolo Mirror Man, con delle note interne fasulle che lasciavano intendere che il materiale contenuto sull'album fosse stato registrato "una sera a Los Angeles nel 1965". Ciò fu uno stratagemma adottato dalla casa discografica per eludere eventuali problemi di copyright; in realtà le tracce risalivano al novembre e dicembre del 1967 all'epoca dell'abortito progetto It Comes to You in a Plain Brown Wrapper. Essenzialmente si trattava di una "jam session" messa su disco. Le note dei crediti sull'album contengono inoltre degli errori nei nomi dei membri del gruppo: "Alex St. Clare Snouffer" (Alex St. Clair/Alexis Snouffer), "Antennae Jimmy Simmons" (Semens/Jeff Cotton) e "Jerry Handsley" (Handley).
Alex St. Clair lasciò la band nel giugno 1968 e venne rimpiazzato dal giovane Bill Harkleroad; il bassista Jerry Handley uscì anche lui dalla band poche settimane dopo, e Gary "Magic" Marker (1943–2015) lo sostituì temporaneamente fino all'arrivo di Mark Boston in qualità di bassista in pianta stabile del gruppo.

### Trout Mask Replica, Hot Rats e Lick My Decals Off, Baby(1969-1970)
Unanimemente considerato dalla critica il capolavoro assoluto di Van Vliet, Trout Mask Replica venne pubblicato come doppio vinile da 28 tracce nel giugno 1969 per la neonata etichetta di Frank Zappa, la Straight Records. Le prime stampe, negli Stati Uniti, contenevano un libretto di 6 pagine con i testi delle canzoni abbellito da illustrazioni ad opera di Victor Hayden "The Mascara Snake", cugino del "Capitano", e un ritratto da bambino di Van Vliet. La copertina, bizzarra tanto quanto il contenuto del disco, mostrava Beefheart enigmaticamente con in testa un cappello da quacchero, e con il viso oscurato dalla testa di un pesce. Il pesce in questione è una carpa, e quindi una "replica" di una trota (in italiano il titolo dell'album è infatti traducibile più o meno come: La replica della maschera da trota). La foto è opera di Cal Schenkel.
Van Vliet voleva che la band si "immergesse" totalmente nelle sessioni di registrazione di Trout Mask Replica, voleva che i suoi musicisti "vivessero e respirassero l'essenza stessa dell'album". Quindi il gruppo si mise al lavoro sulle complesse composizioni di Van Vliet vivendo tutti insieme per otto mesi in una piccola casa in affitto a Woodland Hills, un sobborgo periferico di Los Angeles. Con sole due camere da letto, la band era costretta a dormire ammassata in una di queste, mentre Van Vliet occupava comodamente quell'altra in qualità di leader. Le registrazioni avvenivano giorno e notte, a seconda del momento e dell'ispirazione, in una delle stanze della casa. Van Vliet accrebbe le sue visioni pretendendo un dominio psicologico e artistico assoluto sui suoi musicisti, praticando loro una sorta di lavaggio del cervello.
Trout Mask Replica fu un punto di rottura per la band e per la musica rock tutta. Alla sua uscita la critica lo acclamò come capolavoro assoluto e, nonostante il solito insuccesso commerciale, è oggi considerato come uno degli album più importanti del XX secolo. I 28 brani di cui è composto sono delle mini-piece molto diverse fra loro, con sonorità che spaziano dal blues rurale all'ultimo Coltrane, eppure tutte descrivono allo stesso modo la stessa scena di devastazione. Si tratta di un disco folle e lucidissimo allo stesso tempo, conteso tra surrealismo, improvvisazione e avanguardia, tutto su un tappeto tipicamente blues rock. Secondo il critico Piero Scaruffi è stato in assoluto l'album più importante e rivoluzionario di tutti i tempi.
A suggellare il periodo di buona dei rapporti tra Captain Beefheart e Frank Zappa (da sempre soggetti a sbalzi molto discontinui), nell'estate '69 Beefheart prese parte alle sessioni di registrazione di Hot Rats, l'ultima fatica discografica di Zappa e il suo primo album post scioglimento de The Mothers of Invention, prestando la voce in una memorabile interpretazione vocale per il brano Willie the Pimp.
Lick My Decals Off, Baby (1970) continuò con una vena altrettanto sperimentale. L'LP vide aggiungersi Art Tripp III al gruppo, proveniente dai The Mothers of Invention. Quest'album fu il primo a nome Captain Beefheart & The Magic Band anziché Captain Beefheart & His Magic Band (probabilmente una sorta di "concessione" da parte del Capitano). Il disco si rivelò essere il più grande successo commerciale dell'intera carriera di Van Vliet nel Regno Unito, restando in classifica per venti settimane e raggiungendo la posizione numero 20 come massimo risultato. Per promuovere l'album venne anche girato un rudimentale videoclip musicale della title track; fu poi anche mandato in onda un bizzarro spot pubblicitario che includeva estratti del brano Woe-Is-uh-Me-Bop, riprese dei membri della Magic Band con indosso dei sacchi neri in testa mentre utilizzavano degli utensili da cucina come strumenti musicali, e Beefheart che dava un calcio ad una ciotola piena di porridge rovesciandola in mezzo alla strada. Il video venne trasmesso molto raramente ma fu incluso nella raccolta del Museum of Modern Art, dove è stato poi impiegato per diverse manifestazioni riguardanti la musica.

### Anni settanta

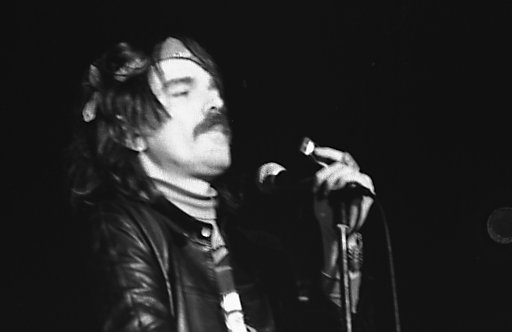
Captain Beefheart in concerto nel 1974

I lavori successivi furono The Spotlight Kid (accreditato semplicemente a "Captain Beefheart") e Clear Spot (accreditato a "Captain Beefheart And The Magic Band"), entrambi pubblicati nel 1972. Si tratta di dischi più convenzionali e, secondo molti, meno ispirati. Le sonorità "più accessibili" degli album in questione, furono in parte un tentativo di Van Vliet di rendere la band maggiormente appetibile dal punto di vista commerciale dato che il gruppo negli ultimi due anni non aveva guadagnato quasi nulla. I membri della Magic Band dissero anche che i ritmi più blandi della musica contenuta negli ultimi album erano una conseguenza dell'incapacità da parte di Beefheart di abbinare i suoi testi attuali con gli accompagnamenti musicali più frenetici dei dischi precedenti. Cosa che veniva accentuata dal fatto che Van Vliet non registrava praticamente mai insieme al resto della band. Nel 1974, immediatamente dopo la pubblicazione di Unconditionally Guaranteed (un album che continuò il trend di un sound più facile e commerciale), la Magic Band, che in quel momento consisteva di John French, Art Tripp III, Bill Harkleroad e Mark Boston, decise che non era più possibile lavorare con Van Vliet, leader troppo duro e severo. Questi quattro musicisti formarono i Mallard. Captain Beefheart formò velocemente una nuova Magic Band, con un sound sempre meno originale e sempre più commerciale (tanto che alcuni fan la chiamarono "Tragic Band"). Unconditionally Guaranteed ed il suo successore, Bluejeans & Moonbeams (1974), avevano infatti un'atmosfera quasi soft-rock e la critica li stroncò. Lo stesso Beefheart disconoscerà entrambi i dischi definendoli "orribili e volgari", chiedendo inoltre che non venissero considerati come parte del suo lascito musicale e consigliando a chi li avesse acquistati di riportarli ai negozi e di chiedere i soldi indietro.
L'amicizia tra Frank Zappa e Van Vliet negli anni era talvolta indistinguibile dalla rivalità (Zappa definì Beefheart, appena un anno prima della loro collaborazione per Bongo Fury, una "testa di cazzo"). La loro ennesima collaborazione fu proprio il disco del 1975 Bongo Fury. Anche stavolta la critica non accolse bene la nuova proposta di Captain Beefheart.
Van Vliet aveva già suonato in incognito celandosi sotto lo pseudonimo "Rollin' Red" sull'album di Zappa One Size Fits All (1975) e poi si era unito a lui anche per il tour di supporto a Bongo Fury. Beefheart è l'autore di due brani sull'album: Sam with the Showing Scalp Flat Top e Man with the Woman Head; canta in Debra Kadabra e Poofter's Froth, Wyoming Plans Ahead, oltre che suonare l'armonica a bocca e il sassofono soprano. Infine canta anche nel pezzo finale dell'album, Muffin' Man.
All'inizio del 1976, Frank Zappa decise di produrre un secondo album di Captain Beefheart (dopo Trout Mask Replica) che aveva il titolo provvisorio di Bat Chain Puller. Furono registrati molti demo quasi completi dei brani che avrebbero composto l'album, ma nel maggio '76 la lunga partnership tra Zappa e il suo socio/manager Herb Cohen ebbe bruscamente fine. Come risultato il progetto Bat Chain Puller rimase congelato a causa di dispute legali circa i diritti di copyright e di distribuzione, e Zappa si tenne i nastri di quanto inciso finora rifiutandosi di consegnarli a Beefheart o Cohen.
Tra il 1975 ed il 1977 non ci furono nuovi dischi. Nel 1978 venne formata l'ennesima "Magic Band", composta da Richard Redus (chitarra), Jeff Moris Tepper (chitarra), Bruce Fowler (trombone), Eric Drew Feldman (basso e tastiere) e Robert Williams (batteria e percussioni). Van Vliet scelse di privilegiare musicisti allo stesso tempo molto giovani ed estremamente preparati. Alcuni di loro erano fan di Captain Beefheart già da diversi anni.
Van Vliet e la sua nuova band dovettero quindi ri-registrare da capo i brani dell'abortito album prodotto da Zappa, e il disco uscì soltanto nel 1978 su etichetta Warner Bros. Records con il titolo Shiny Beast (Bat Chain Puller) prodotto da Van Vliet in collaborazione con Pete Johnson.
Shiny Beast (Bat Chain Puller) (1978) venne considerato come un ritorno alle origini, ritrovando lo stile eccentrico ed innovativo dei primi dischi. Fu una liberazione per Van Vliet, che tornò finalmente a vedere buone recensioni per una sua opera.

### Anni ottanta

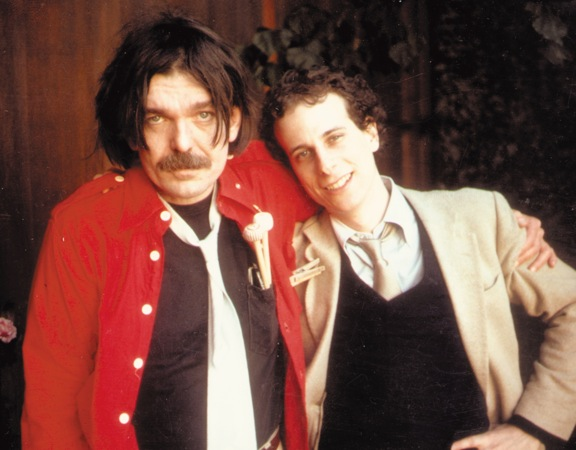
Captain Beefheart e Gary Lucas nel 1980

Doc at the Radar Station (1980) fu un'altra conferma della rinascita creativa di Beefheart, per via dell'ennesima ottima accoglienza della critica. Pubblicato dalla Virgin Records in epoca post-punk, l'album viene generalmente considerato il migliore della fase finale della carriera di Van Vliet, e da alcuni la sua opera più riuscita fin dai tempi di Trout Mask Replica. Durante questo periodo, Captain Beefheart fece due apparizioni in TV al David Letterman Show e si esibì al Saturday Night Live.
L'ultimo disco di Captain Beefheart fu Ice Cream for Crow (1982), registrato con Gary Lucas (che era diventato nel frattempo anche il manager di Van Vliet), Jeff Moris Tepper, Richard Snyder e Cliff Martinez. Anche in questo caso il disco venne acclamato dalla critica, ma visto l'insuccesso commerciale, Van Vliet decise di ritirarsi per sempre dal mondo della musica, che l'aveva ormai disgustato, per dedicarsi esclusivamente alla pittura. Tutti i successivi tentativi da parte di Lucas di convincerlo a registrare un altro album furono vani.

### Anni novanta e duemila
Una delle ultime apparizioni in pubblico di Van Vliet ebbe luogo nel 1993 quando prese parte al breve documentario Some Yo Yo Stuff del regista Anton Corbijn, che lo descrisse come "un'osservazione delle sue osservazioni". Lungo circa 13 minuti e girato interamente in bianco e nero, con apparizioni della madre di Corbijn e di David Lynch, il filmato mostra un Don Van Vliet in condizioni di salute alquanto precarie, ripreso nella sua abitazione in California, mentre legge poesie, e discute filosoficamente della vita, della musica, e dell'arte in generale. Nel 2000, il Capitano partecipò agli album Improve the Shining Hour di Gary Lucas e Moth to Mouth di Moris Tepper, e prestò la voce per un frammento parlato nella canzone Ricochet Man presente sul disco del 2004 Head Off di Tepper.
A dare la notizia della morte del "Capitano" fu per prima la Michael Werner Gallery, la quale annunciò che venerdì 17 dicembre 2010, Van Vliet era deceduto in un ospedale di Arcata in California, qualche settimana prima del suo settantesimo compleanno. La galleria, che aveva ospitato diverse mostre delle sue opere pittoriche, lo definì "una figura complessa e influente nel campo delle arti visive" e "uno dei musicisti più originali di sempre". La causa della morte si ebbe per complicazioni dovute alla sclerosi multipla che affliggeva Van Vliet già da diversi anni. Tom Waits e Kathleen Brennan, commentando il decesso, definirono Van Vliet: "Meraviglioso, misterioso...e profondo, un preveggente di prim'ordine".
Dweezil Zappa, figlio dell'amico e compagno di scuola di Van Vliet Frank Zappa, dedicò a Beefheart la canzone Willie the Pimp durante un'esibizione della sua band "Zappa Plays Zappa" svoltasi al Beacon Theater di New York il giorno stesso della morte del "Capitano", mentre Jeff Bridges esclamò: «Riposa in pace, Captain Beefheart!» al termine della puntata del Saturday Night Live andata in onda il 18 dicembre 2010.

## Rapporti con Frank Zappa

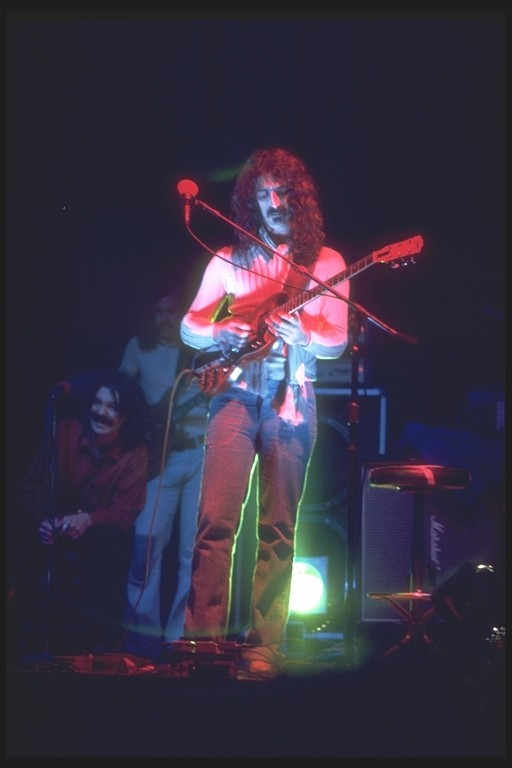
Van Vliet (seduto a sinistra) sul palco con Zappa nel 1975.

Van Vliet incontrò per la prima volta Frank Zappa quando entrambi erano adolescenti e condividevano gli stessi interessi in fatto di musica rhythm and blues e blues. I due iniziarono a collaborare insieme sin dai primi tempi, Zappa scrisse anche un copione per un film da farsi con protagonista Van Vliet, il già citato e mai terminato Captain Beefheart & The Grunt People. Nel 1963, Zappa e Van Vliet registrarono un nastro demo al Pal Recording Studio di Cucamonga con il nome d'arte "The Soots", sperando di ottenere un contratto discografico con una major. I loro sforzi furono però vani, dato che lo stile vocale alla "Howlin' Wolf" di Beefheart e il suono della chitarra distorta di Zappa mal si addicevano allo stile musicale allora in voga.
L'amicizia tra Zappa e Van Vliet nel corso degli anni fu talvolta espressa in forma di accesa rivalità tra musicisti, e i due non si lesinarono anche parecchi insulti a distanza. Nel 1975 Van Vliet andò in tour con Zappa e i Mothers of Invention per la promozione dell'album Bongo Fury, principalmente perché era impossibilitato a registrare e ad andare in tour con la propria band per motivi contrattuali. I rapporti tra i due si fecero sempre più tesi fino a quando iniziarono ad ignorarsi l'un l'altro rifiutandosi persino di rivolgersi la parola. Zappa era irritato da Van Vliet, perché il "Capitano", spesso anche sul palco durante i concerti, si sedeva in un angolo e iniziava costantemente a disegnare delle caricature di Zappa che lo ridicolizzavano agli occhi della band. Musicalmente, inoltre, lo stile primitivo e spontaneo di Van Vliet contrastava con la disciplina compositiva e la tecnica di Zappa. Il batterista dei Mothers of Invention Jimmy Carl Black descrisse la situazione che si era venuta a creare come quella di "due geni che si facevano i dispetti l'un l'altro per motivi di ego".
Zappa e Van Vliet si riavvicinarono solo dopo molti anni, quando a Zappa era stato diagnosticato un cancro alla prostata in fase terminale. I due collaborarono nuovamente per le compilation di rarità The Lost Episodes (1996) e Mystery Disc (1996) pubblicate postume dopo la scomparsa di Zappa.

## La pittura
Durante il corso della sua carriera da musicista, Van Vliet mostrò sempre un grande interesse verso l'arte pittorica in generale. Mise in copertina a qualcuno dei suoi album dei dipinti da lui stesso eseguiti, spesso con forti influenze dello stile pittorico di Franz Kline. Nel 1987, Van Vliet pubblicò Skeleton Breath, Scorpion Blush, una collezione di poesie, disegni e dipinti.
A metà anni ottanta, Van Vliet decise di abbandonare definitivamente la musica e di vivere da eremita, passando il suo tempo esclusivamente dedicandosi alla pittura. La prima mostra delle opere di Beefheart ebbe luogo alla Bluecoat Gallery di Liverpool durante il tour inglese della Magic Band nel 1972. Beefheart venne intervistato dalla Granada Television mentre sostava vicino ad uno dei suoi quadri. Van Vliet venne ispirato a intraprendere una carriera artistica nella pittura quando un fan, Julian Schnabel, a cui piacevano moltissimo le sue copertine per i dischi della band, gli chiese se poteva comprargli uno dei suoi disegni. Il debutto come pittore serio in una mostra avvenne alla Mary Boone Gallery di New York nel 1985, venendo inizialmente liquidata dai critici come "l'ennesima trovata egocentrica di un musicista rock". Sono stati pubblicati due libri specificatamente dedicati all'analisi delle sue opere: Riding Some Kind of Unusual Skull Sleigh: On The Arts Of Don Van Vliet (1999) di W.C. Bamberger e Stand Up To Be Discontinued, originariamente pubblicato nel 1993, e ora considerato una rara raccolta di saggi circa il lavoro di Van Vliet. La versione "limited edition" del libro conteneva anche un CD audio nel quale Van Vliet stesso leggeva sei delle sue poesie: Fallin' Ditch, The Tired Plain, Skeleton Makes Good, Safe Sex Drill, Tulip e Gill.
Nel corso degli anni, la pittura di Van Vliet è stata descritta come modernista, primitiva, astratta, espressionista, e vicina al movimento artistico CO.BR.A. di Asger Jorn. Altri critici hanno paragonato i suoi quadri a quelli di Jackson Pollock, Franz Kline, Antonin Artaud, Francis Bacon, Vincent van Gogh e Mark Rothko.
Mostre a lui dedicate a fine anni novanta tenutesi sia alla Anton Kern che alla Michael Werner Gallerie di New York City hanno ricevuto recensioni positive. A causa della malattia progressiva dalla quale era stato colpito, Van Vliet smise di dipingere circa alla fine degli anni novanta. Una intervista via e-mail del 2007 con Van Vliet rilasciata a Anthony Haden-Guest, però, ha lasciato intendere che il "Capitano" fosse ancora artisticamente attivo negli anni duemila. Negli ultimi tempi solo pochissimi dei suoi dipinti venivano mostrati in giro, perché Van Vliet distruggeva immediatamente qualsiasi opera di cui non fosse completamente soddisfatto.
All'inizio la sua carriera di pittore venne commentata ironicamente dalla critica. Col passare degli anni, però, i suoi dipinti (così come la sua musica), sono stati reputati molto innovativi ed alcune sue opere sono state esposte in musei molto importanti (su tutti il MoMA) e vendute a prezzi particolarmente alti.

## Stile musicale
Considerato uno dei grandi eccentrici della storia del rock, Captain Beefheart propone uno stile "freak", dadaista e dissonante che stravolge le armonie classiche del blues avvicinandosi alla musica libera e d'avanguardia. Si ispira al free jazz, all'R&B, al rock e ai bluesman del Delta da cui riprende il cantato ruvido e che fa collidere con il melodismo della sua musica. Sebbene abbia citato soltanto Eric Dolphy e Andy Kirk fra gli artisti di riferimento, Captain Beefheart si ispira anche a musicisti di estrazione free jazz e blues quali Albert Ayler, Ornette Coleman e Howlin' Wolf fra gli altri. Dopo Safe as Milk (1967), considerato da molti uno degli album più rivoluzionari della sua epoca, e Strictly Personal (1968), Van Vliet ha inciso Trout Mask Replica (1969) il cui stile si allontana dalle sonorità "crude" e "naïf" ispirate al blues delle origini per avvicinarsi alla musica di Frank Zappa. Ciò che rende celebre questo album è il totale distacco fra ritmo e fraseggio, che contribuisce di conseguenza a destrutturare la forma canzone rendendolo anche un capitolo particolarmente innovativo sotto il profilo ritmico. Sempre mantenendo uno stile stravagante, il successivo Lick My Decals Off, Baby (1970) inaugura una fase più accessibile che rimarrà invariata fino alla fine con degli album dal suono più sofisticato e che si ispirano a tratti al pop.

## Discografia

### Album in studio
- 1967 - Safe as Milk (distribuito anche con il titolo ZigZag Wanderer)
- Strictly Personal (1968)
- Trout Mask Replica (1969)
- Lick My Decals Off, Baby (1970)
- Mirror Man (1971)
- The Spotlight Kid (1972)
- Clear Spot (1972)
- Unconditionally Guaranteed (1974)
- Bluejeans & Moonbeams (1974)
- 1975 - Bongo Fury (con Frank Zappa)
- Shiny Beast (Bat Chain Puller) (1978)
- Doc at the Radar Station (1980)
- Ice Cream for Crow (1982)

### Raccolte e Album dal vivo
- Bongo Fury (1975)
- Beefheart File (1977)
- Music In Sea-Minor (1983)
- Top Secret (1984)
- Abba Zaba (1988)
- Captain Beefheart At His Best (1989)
- The Best Beefheart (1990)
- I May Be Hungry but I Sure Ain't Weird (1992)
- A Carrot Is as Close as a Rabbit Gets to a Diamond (1993)
- London 1974 (1994)
- Electricity (1998)
- Grow Fins: Rarities 1965-1982 (1999)
- The Dust Blows Forward (1999)
- The Mirror Man Sessions (1999)
- I'm Going to Do What I Wanna Do: Live at My Father's Place 1978 (2000)
- Magnetic Hands-Live in the UK 72-80 (2002)
- The Best of Captain Beefheart (2002)
- Railroadism-Live in the USA 72-81 (2003)
- Hot Head. Introducing...Captain Beefheart (2004)
- Live'n'Rare (2004)
- Amsterdam 1980: Live (2006)
- The Buddah Years (2006)

### EP
- The Legendary A&M Sessions (1984)

### Singoli
- Diddy Wah Diddy/Who Do You Think You're Fooling (1966)
- Moonchild/Frying Pan (1966)
- Yellow Brick Road/Abba Zaba (1967)
- Moonchild/Who Do You Think You're Fooling (1968)
- Sure 'Nuff 'N Yes I Do/Yellow Brick Road (1970)
- Zig Zag Wanderer/Abba Zaba (1970)
- Pachuco Cadaver/Wild Life (1970)
- Plastic Factory/Where There's Woman (1970)
- Click Clack/Glider (1972)
- Too Much Time/My Head is My Only House Unless it Rains (1972)
- Upon The My-O-My/Magic Be (1974)
- Sure 'Nuff 'N Yes I Do/Electricity (1978)
- Hard Workin' Man (1978)
- Ice Cream For Crow/Light Reflected Off the Oceands of the Moon (1982)

### Collaborazioni
- 1969 - Frank Zappa Hot Rats, voce in Willie the Pimp